# Église du Pater Noster de Jérusalem
L'église du Pater Noster, ou Apostoleion, est un édifice religieux catholique sis sur le mont de l'Ascension, à Jérusalem-Est, en Terre sainte. Elle est aussi appelée Éléona (du grec elaiōn, « oliveraie »). Cette église est construite sur le site où, d'après la tradition, Jésus enseigna à ses disciples le Notre Père (Luc 11:1-4) (en latin Pater Noster). Cette tradition est confirmée par les Actes de Jean à Rome, écrits apocryphes du IIIe siècle, et plus tard par Arculfe au VIIe siècle. Le site est mentionné par Égérie vers 385 lors de son pèlerinage, dans le Burdigalensis et par Eusèbe de Césarée. Le site appartient au domaine national français en Terre sainte depuis la fin du XIXe siècle.

## Construction initiale

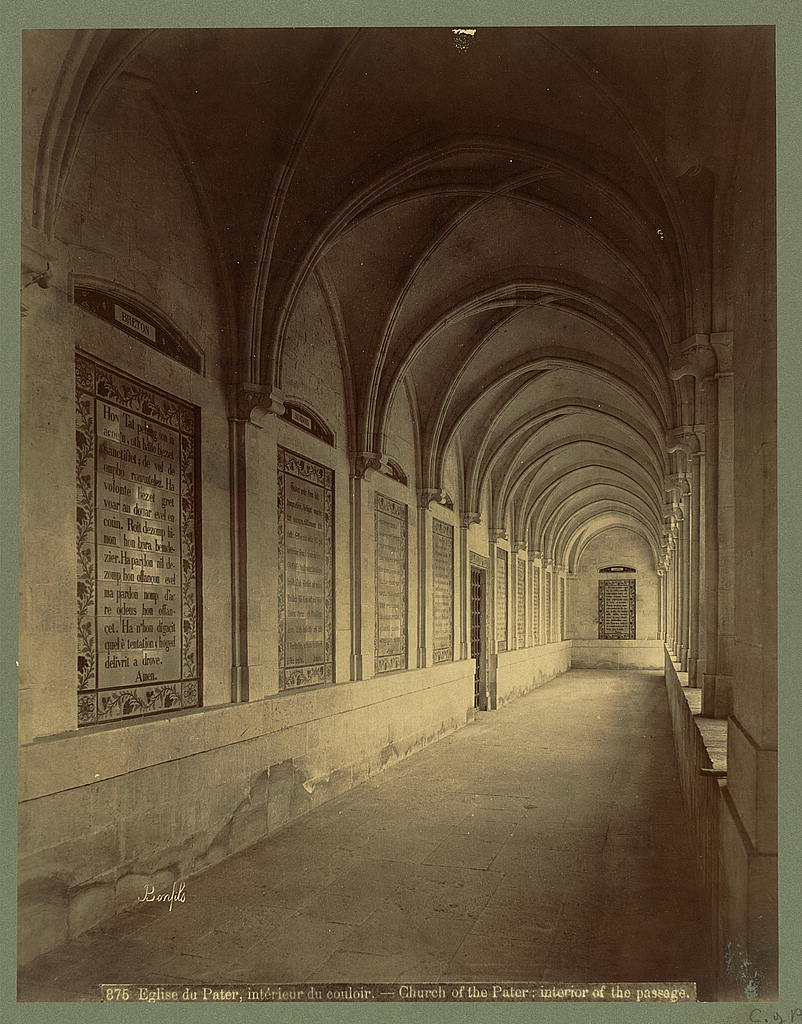
L'intérieur du couloir en 1867.

Sur le site a d'abord été construite au IVe siècle une église liée à l'Ascension du Christ par Constantin sous la direction de sa mère Hélène qui lui donna comme nom Église des Disciples. Égérie nous donne dans le Peregrinatio Silviæ des indications sur le rite de l'Église de Jérusalem de l'époque en expliquant que l'archidiacre invitait d'abord les fidèles à rentrer dans l'Éléona, d'où une procession partait vers le mont des Oliviers. Après cela, on descendait à nouveau dans l'église, où les vêpres étaient chantées et où étaient lus les chapitres 24 et 25 de l'Évangile selon Matthieu.
Adossé au mont des Oliviers, le bâtiment était construit sur trois niveaux reliés par des escaliers :
- l'église, au plus haut niveau, sur un rectangle de 30 × 18,6 mètres, formée d'une allée flanquée de deux rangées de colonnes. L'abside était à l'est face au soleil levant. Un baptistère se trouve à sa porte sud ;
- l'atrium : une avant-cour à colonnades de 25 mètres de longueur, avec au centre une citerne voûtée sur piliers qui recueille l'égout des toits[9] ;
- le plus bas niveau côté ouest : un portique sur six colonnes.

Un couvent, un monastère et une chapelle appelée l'Apostolium furent ajoutés vers 430 par Mélanie la Jeune, chapelle où elle fut inhumée avec sa mère. Au cours du VIe siècle, la crypte et l'église étaient désignées sous le nom de Matzi ou Matheteion. Treize évêques et patriarches de Jérusalem y auraient été inhumés, dont Cyrille de Jérusalem et Modeste de Jérusalem.

## La Grotte dite «duPater»
Son emplacement avait été complètement oublié, et elle ne fut redécouverte qu'en 1911. L'excavation qui s'enfonce dans une tombe du Ier siècle se trouve sous le côté est de l'église. Sur le fronton de l'entrée est gravée l'inscription latine : Spelunga in qua docebat Dominus apostolos in Monte Oliveti qui signifie « Grotte dans laquelle le Seigneur a enseigné à ses apôtres sur le mont des Oliviers ». 
Il ne reste de l'édifice originel que quelques éléments architecturaux. Des travaux de reconnaissance non destructifs y ont été entamés en 2008.
Elle est encore appelée crypte du Credo ou grotte du Credo,.

## Destructions
Selon Eutychius, Jérusalem fut incendiée par les Perses dirigés par Schahr-Barâz en 614, faisant environ un millier de victimes sur le mont des Oliviers, d'après Stratègios. Plus tard en 638, elle fut rasée par les Arabes. À la fin du VIIe siècle, Adomnan d'Iona dans De Locis sanctis l'évoque comme étant toujours debout ou reconstruite.
Sous Charlemagne qui, ayant obtenu en 807 de Hâroun ar-Rachîd la protection des lieux saints pour entre autres y fonder des établissements religieux, des bénédictins la relevèrent de ses ruines. Un recensement des monastères de Terre sainte fait en 808 — le Commemoratorium de Casis Dei — nous apprend qu'elle était desservie par trois moines et un prêtre. 
Elle semble avoir été détruite à nouveau en 1009 par Al-Hakim bi-Amr Allah. Les croisés ayant reconquis la ville après le siège de Jérusalem en 1099, ils construisirent un petit oratoire au milieu des ruines entre 1102 et 1106. Le croisé Bertulphe de Nangis semble la décrire dans sa chronique Gesta Francorum Iherusalem expugnantium, et son état de ruine est confirmé par Sæwulf. 
Une église est totalement reconstruite en 1152 grâce à Svend Svendsson, évêque de Viborg, et à son frère Sveinsson Eskill, amiral du Jutland, qui furent enterrés dans l'église en 1153 (leurs tombes furent redécouvertes en 1869 et ils furent réinhumés dans la nouvelle église).
Cette église, décrite en 1172 par un pèlerin allemand, Théodoric, aurait été fortement endommagée pendant le siège de Jérusalem en 1187 par Saladin, au point d'être abandonnée. Odoric de Pordenone mentionne encore une église en 1330 et Ludolph de Sudheim (Ludolph Schilder) parle d'une chapelle en 1336. Selon le pèlerin franciscain Nicolás de Poggibonsi, elle tombe en ruines en 1345, pendant la domination mamelouk.

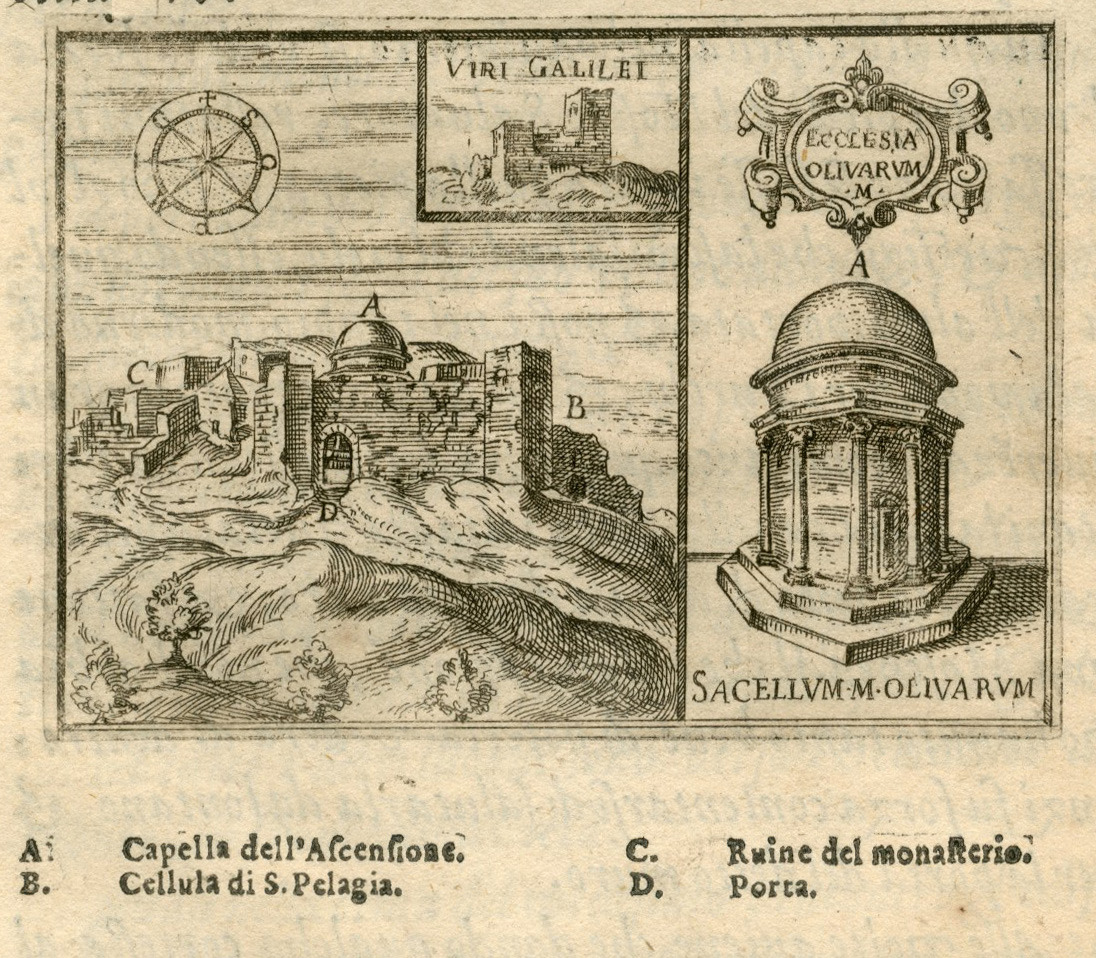
« Vue du complexe de la basilique Éléona ou église Pater Noster sur le Mont des Oliviers, Jérusalem » en 1587.

En 1851, sous l'empire ottoman, on en exploita les ruines pour les vendre comme pierres tombales.

## Reconstruction

### Travaux
Émue par un sermon sur la désolation des lieux saints donné par le Père Poyet, patriarche latin de Jérusalem, la princesse Aurélie de La Tour d'Auvergne, fille de Joseph Aurèle de Bossi, partit pour Jérusalem en novembre 1856, et en dix ans, réussit à acquérir six hectares de terrain au mont des Oliviers. 
Elle y fit bâtir en 1868, sous les ordres de l'architecte André Lecomte du Noüy, un cloître de 30 × 20 mètres, sur le modèle du Campo Santo de Pise, dont les plans sont attribués à Eugène Viollet-le-Duc. Elle se livra également à deux années de fouilles, aidée de Charles Simon Clermont-Ganneau, qui était depuis 1867 drogman-chancelier du consulat français de Jérusalem, qui permirent notamment de dégager une mosaïque du Ve siècle où étaient inscrits en grec les psaumes 121:8 et 118:20. On y a aussi retrouvé l'épitaphe de Césaire de Heisterbach. 
Les Pères blancs entreprennent de nouvelles fouilles en 1910–1911. Sont mises au jour les fondations de l'église d'Hélène, un atrium entourant une citerne, un baptistère et la fameuse crypte du Credo. Sont aussi découverts ossements, tablettes et monnaies.
Dès 1913, un projet de restauration de la basilique de l'Éléona est envisagé mais le déclenchement de la Première Guerre mondiale suspend les travaux. Le projet connaît très vite une nouvelle vigueur en 1917 avec l'idée d'une basilique dédiée au Sacré-Cœur, soutenue par Jean-Augustin Germain, archevêque de Toulouse.
Les Pères blancs lancent les travaux en 1919. Des vestiges anciens sont démolis pour reconstituer un sanctuaire couvrant la grotte. Pour permettre la reconstruction de la basilique, une partie du cloître est également détruit. Faute d'argent, le projet est arrêté. Divers travaux d'aménagement ad minima sont alors menés par l'Association des amis de l'Éléona en 1972 (architecte Charles Couasnon) puis en 1985–1986 par la France (architecte Yves Boiret). 
De nouveaux aménagements du site sont réalisés dans les années 2000 (rampe d'accès et installation de sanitaires) puis en 2011 où un jardin d'oliviers est ouvert aux visiteurs et aux pèlerins.

### Don du site à la France
Aurélie de La Tour d'Auvergne fait don du site à la France en 1868,.
Elle divise son terrain en trois, une partie (dont la grotte du Pater) fut donnée à la France, une partie aux sœurs carmélites, et une partie aux Pères blancs. La France confie la garde du sanctuaire aux carmélites en 1874.

### Fondation du Carmel
Sur les conseils de Père Alphonse Ratisbonne, Mère Xavière du Cœur de Jésus, du Carmel de Lisieux, rencontre la princesse Aurélie de La Tour d'Auvergne, et fondèrent un couvent de carmélites contemplatives en 1873, le Carmel du Pater,. L'église est inaugurée en 1874 et les travaux du monastère commencent l'année suivante. C'est au cours de ces travaux que sont découverts les peintures dans la crypte du « Credo ».

#### Plaques multilingues sur les murs du cloître
Des plaques reproduisant le texte du Pater Noster en plus de 170 langues (nationales ou régionales) sont apposées sur les murs du cloître,,. Les Sœurs du Carmel continuent de promouvoir l'œuvre de la princesse de La Tour d'Auvergne. De nouvelles traductions sont régulièrement ajoutées.

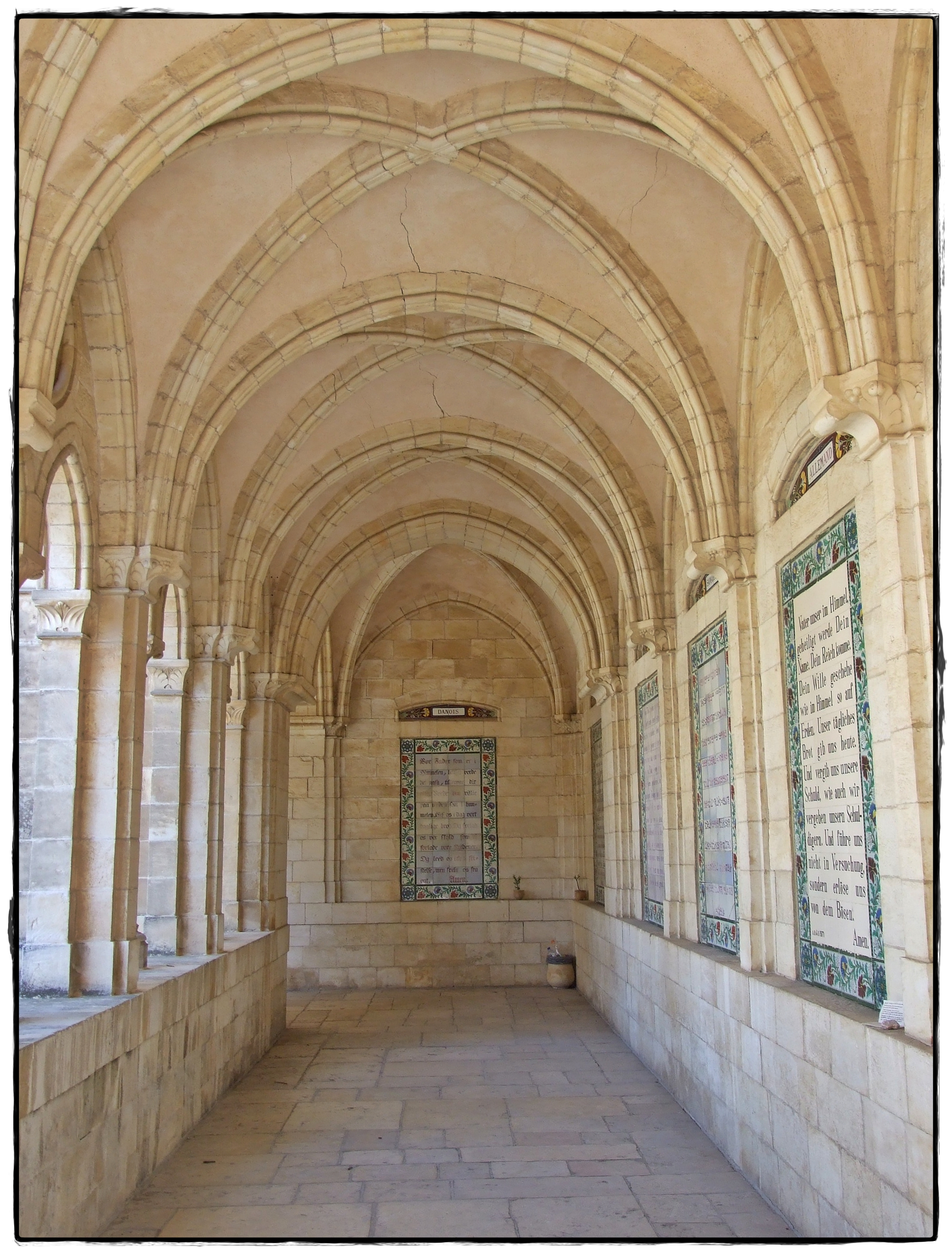
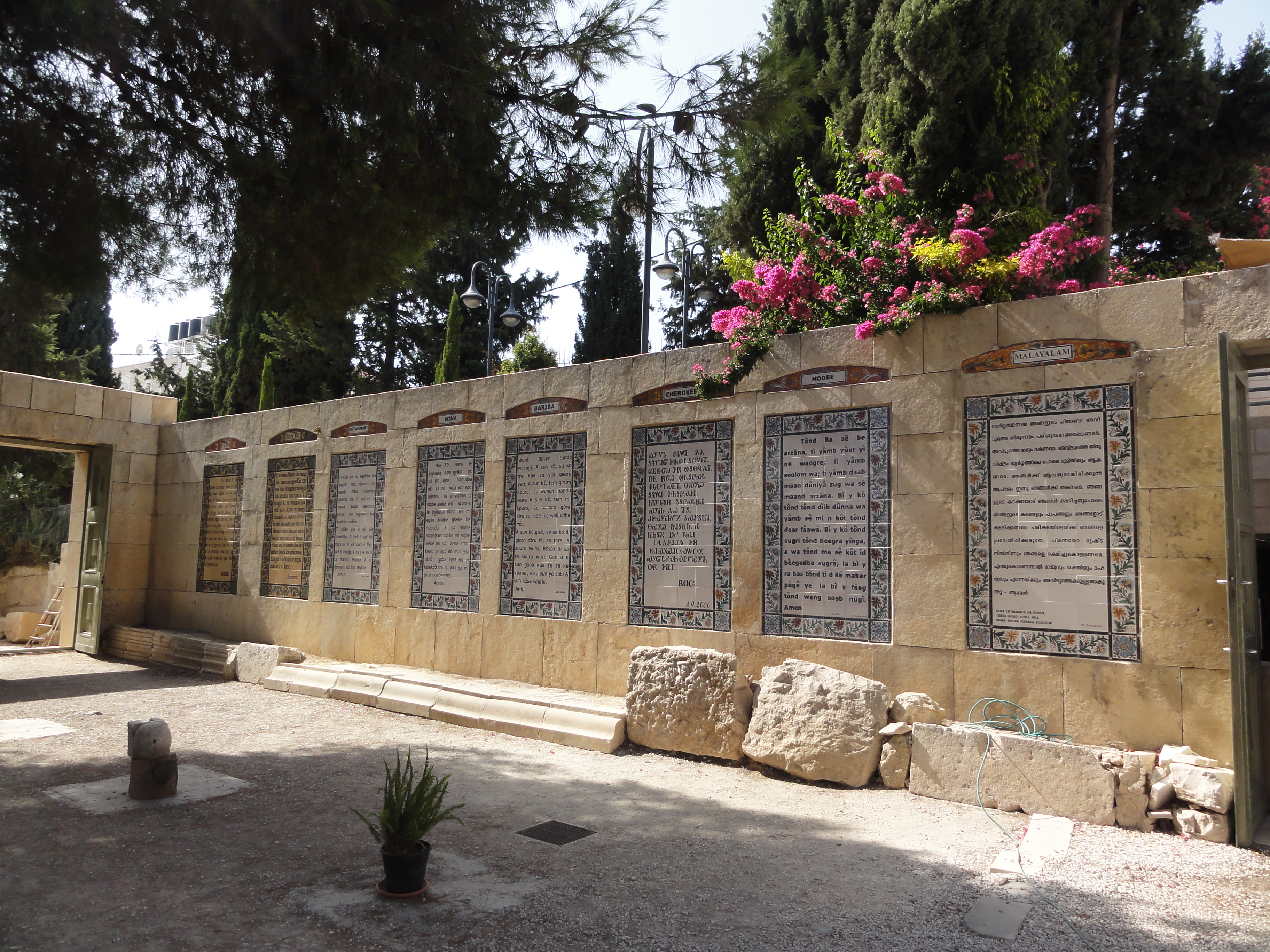
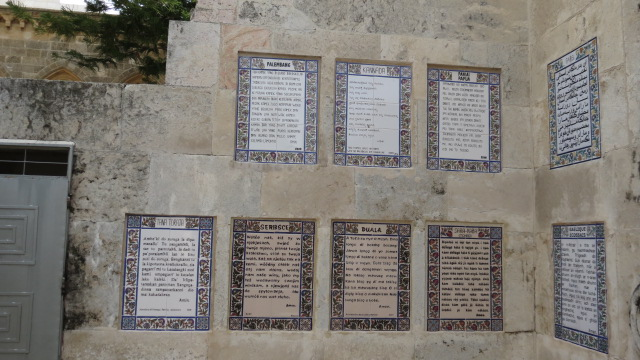
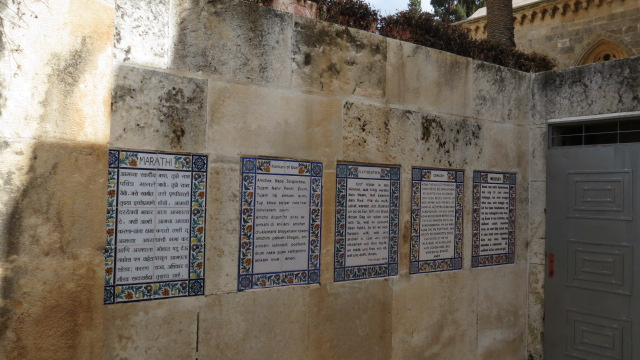
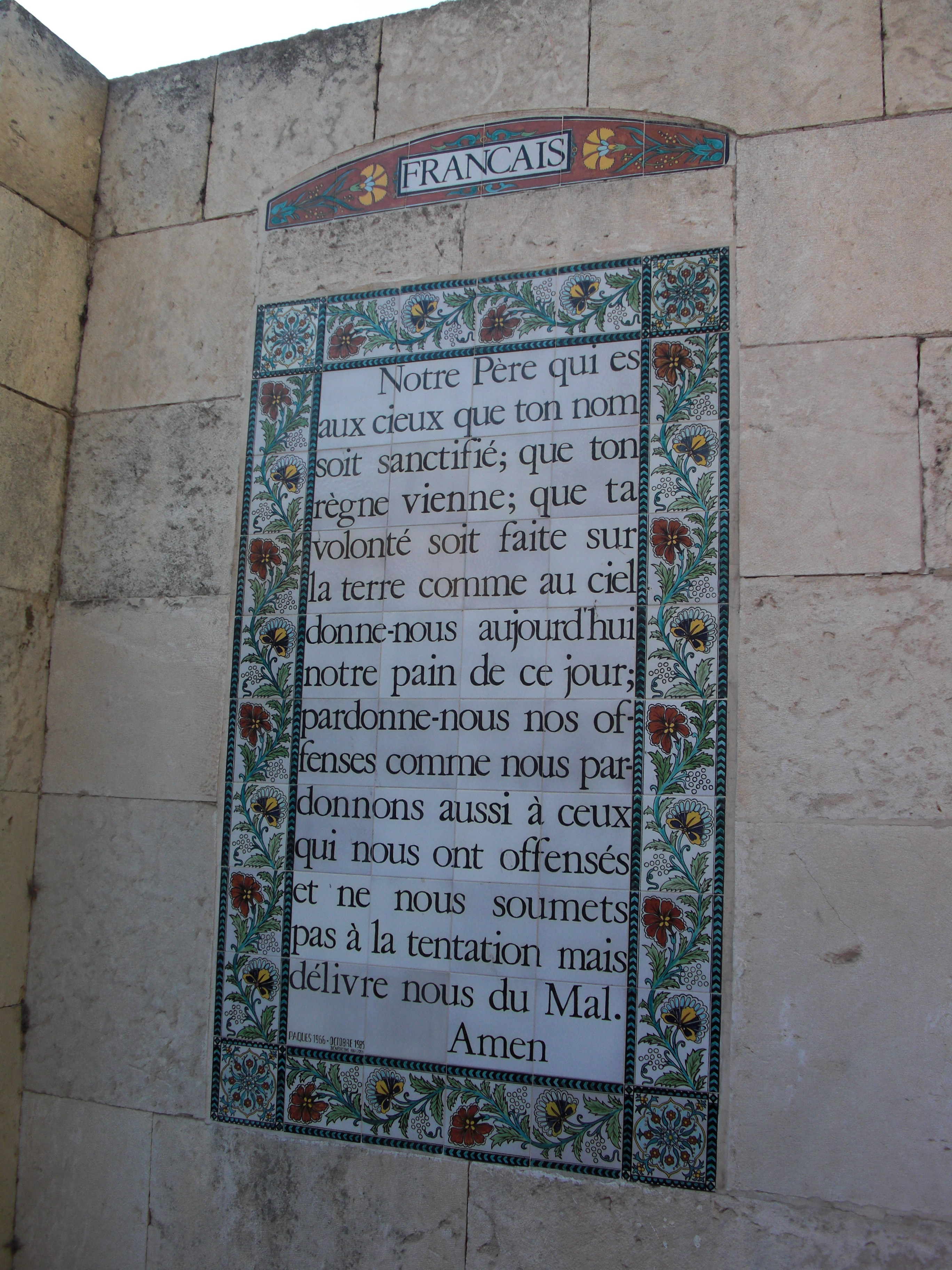
En français.
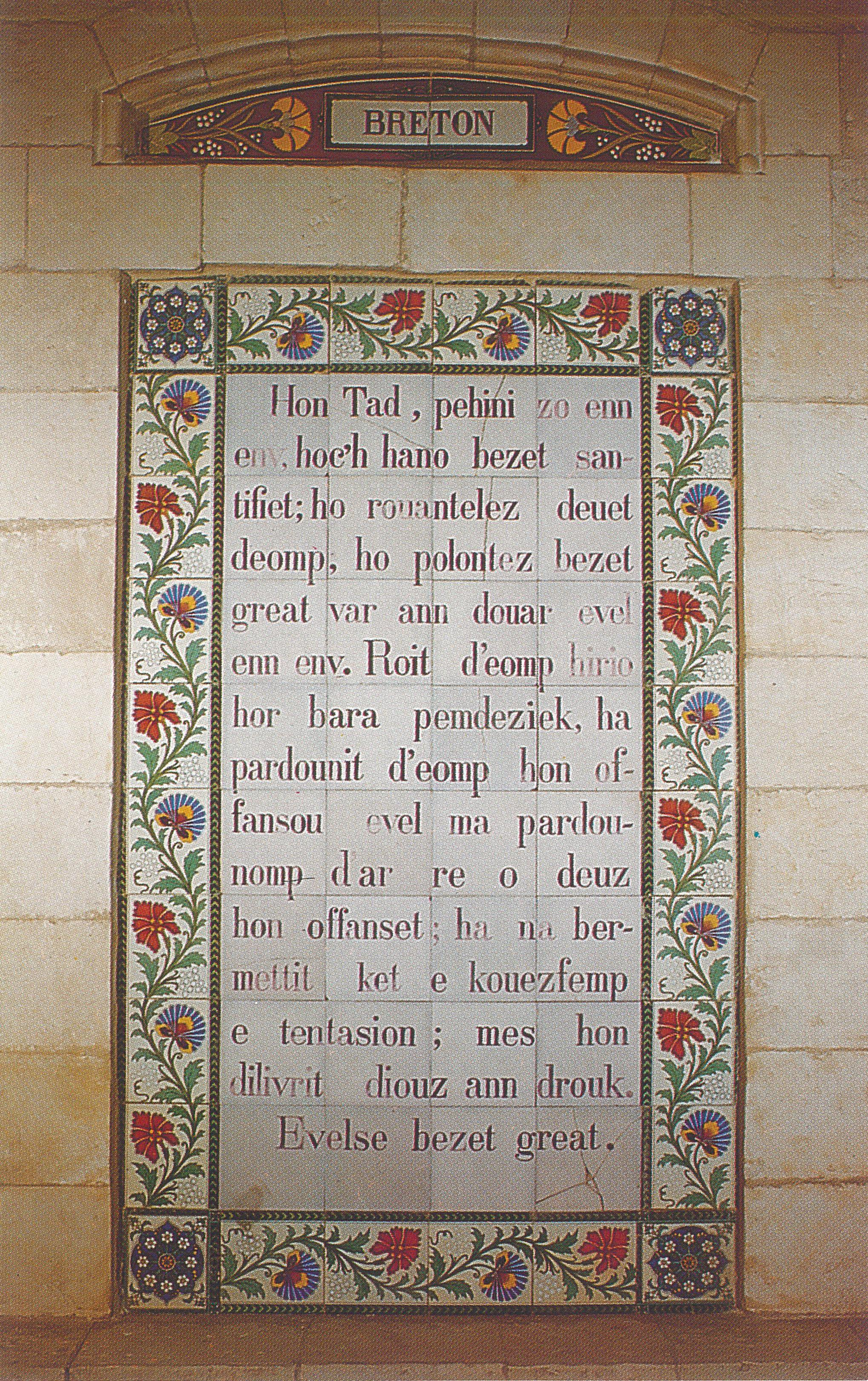
En breton.
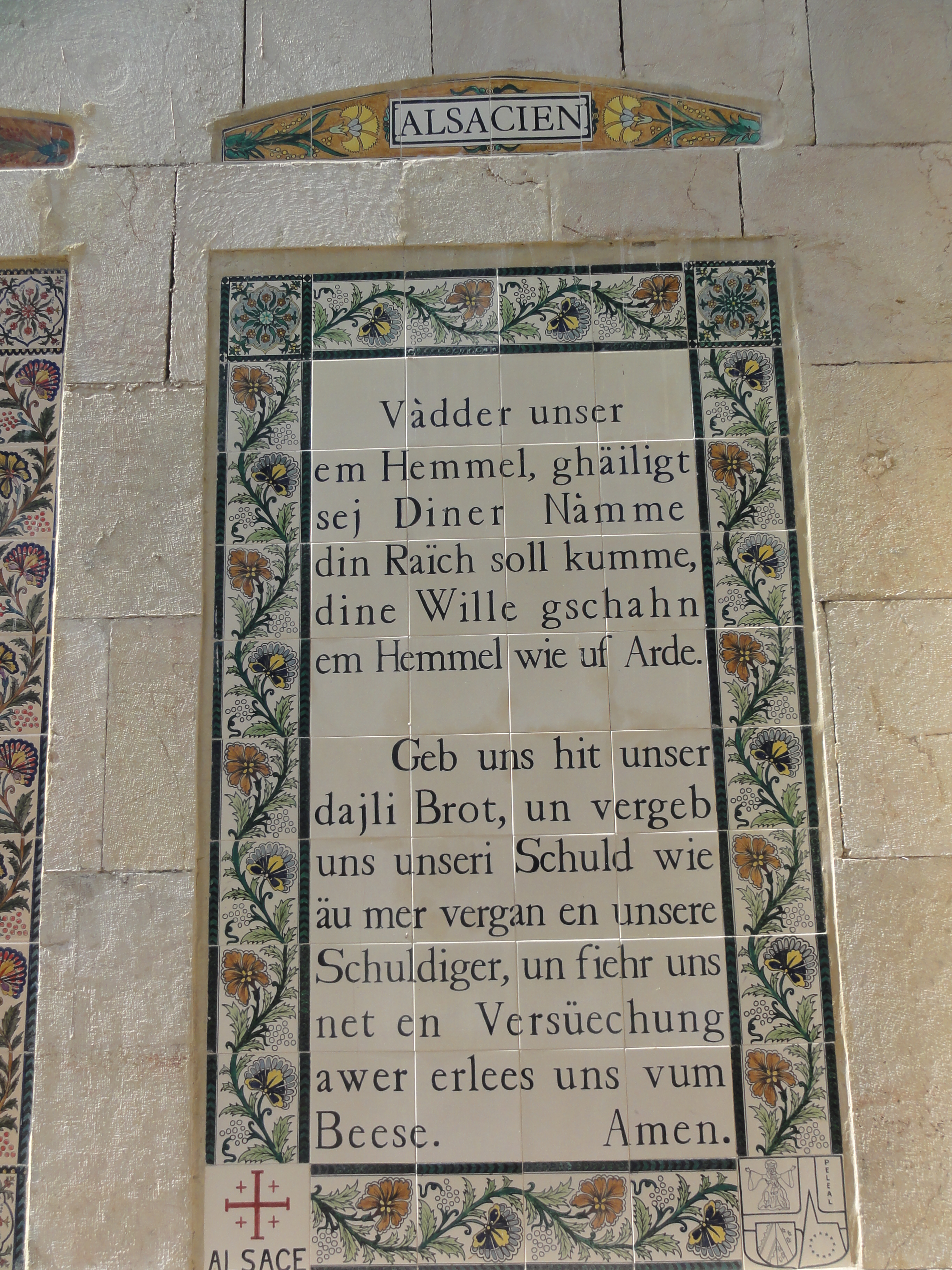
En alsacien.
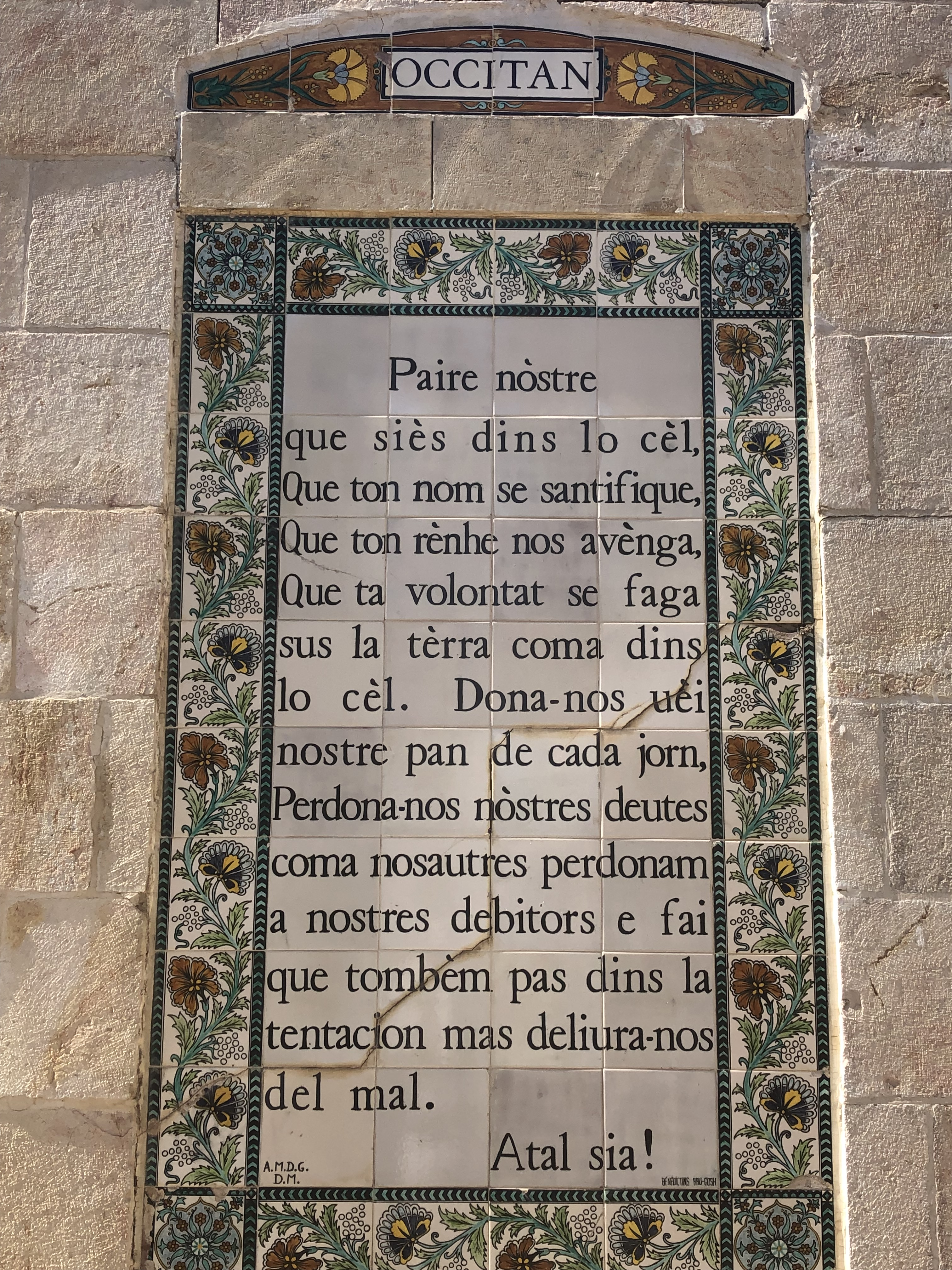
En occitan.
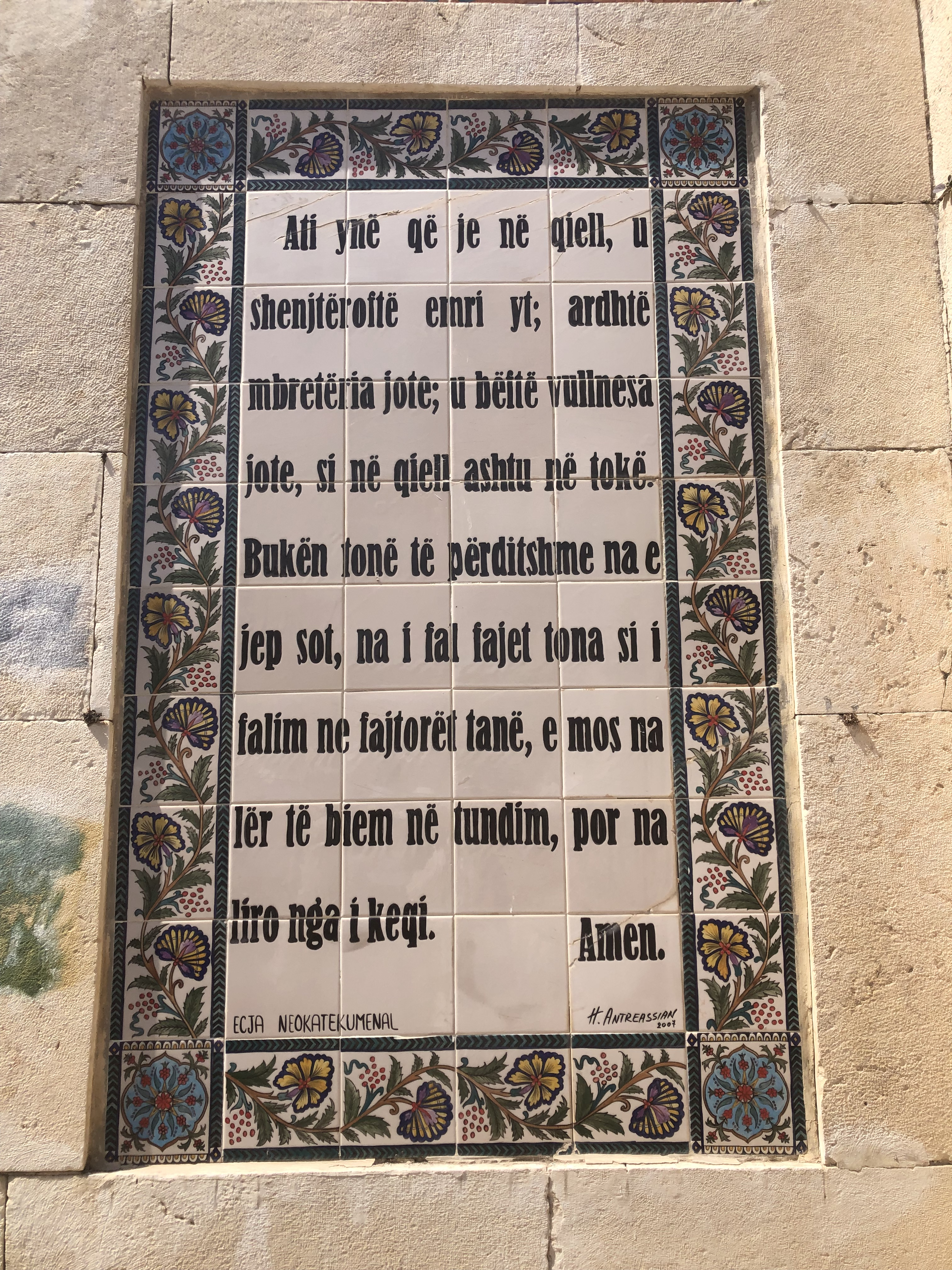
En albanais.
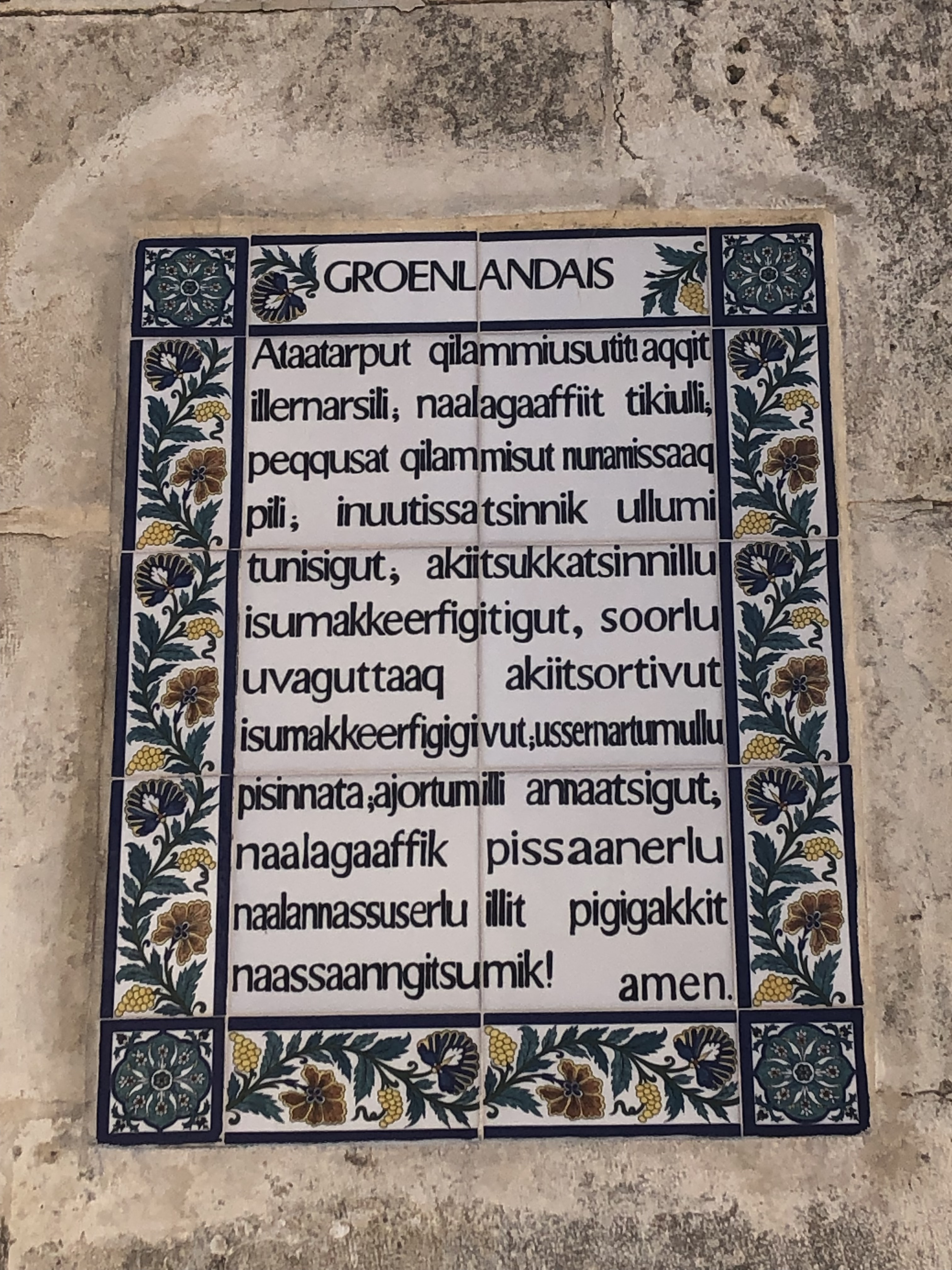
En groenlandais.
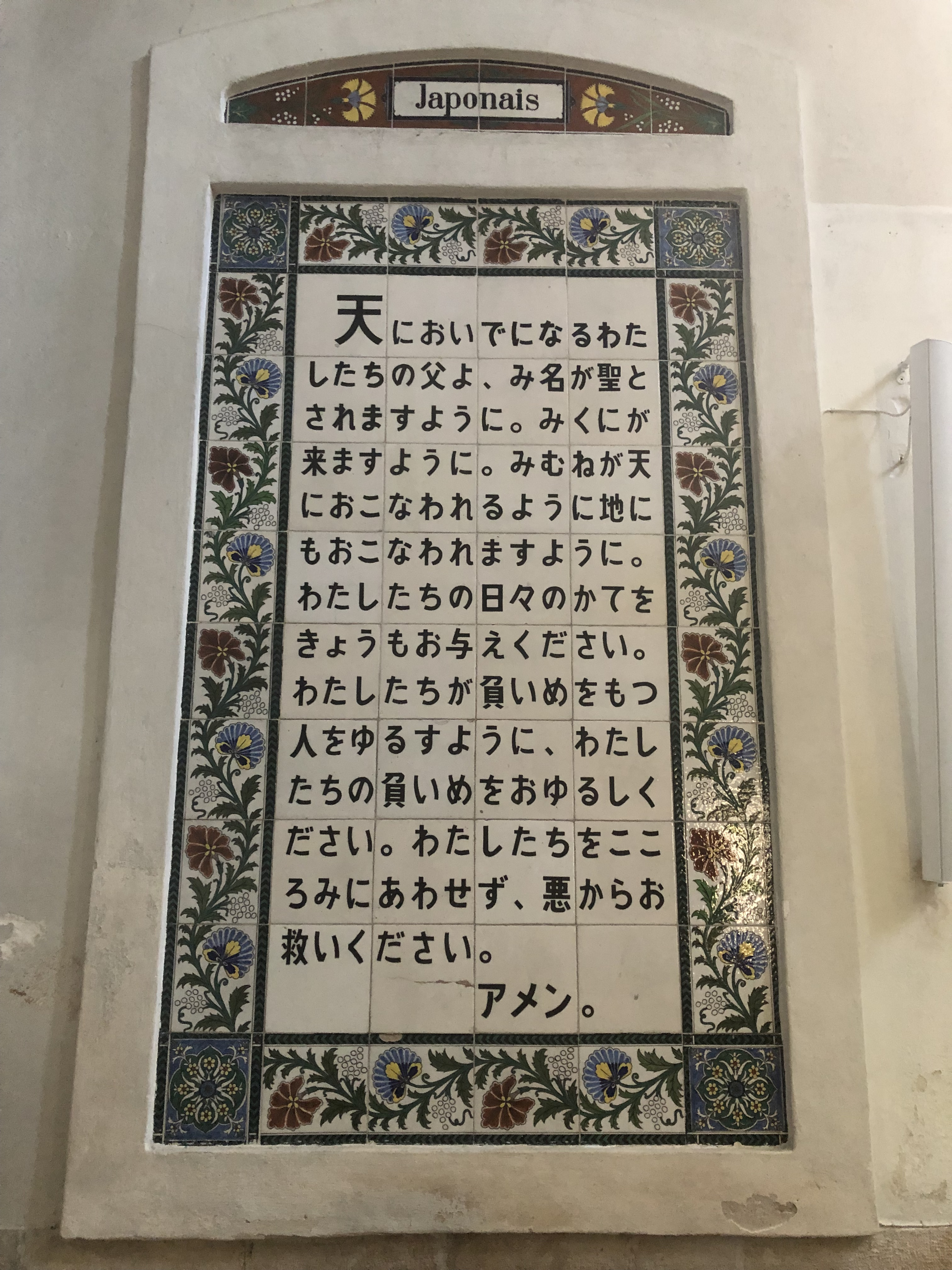
En japonais.

### Mausolée
Décédée à Florence en 1889, la princesse fut le 22 décembre 1957, conformément à ses dernières volontés, enterrée dans le cloître, dans un mausolée de marbre blanc, surmonté de son effigie, que Napoléon III fit exécuter. Une urne, déposée dans une niche au-dessus du mausolée, renferme le cœur du père de la princesse, Joseph Aurèle de Bossi.

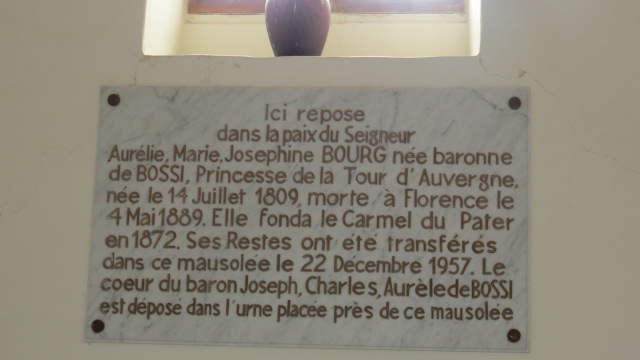
Plaque apposée dans le mausolée.
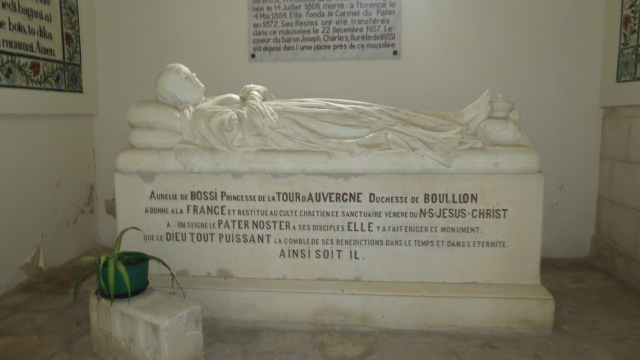
Gisant d'Aurélie de Bossi dans le mausolée.

## Situation

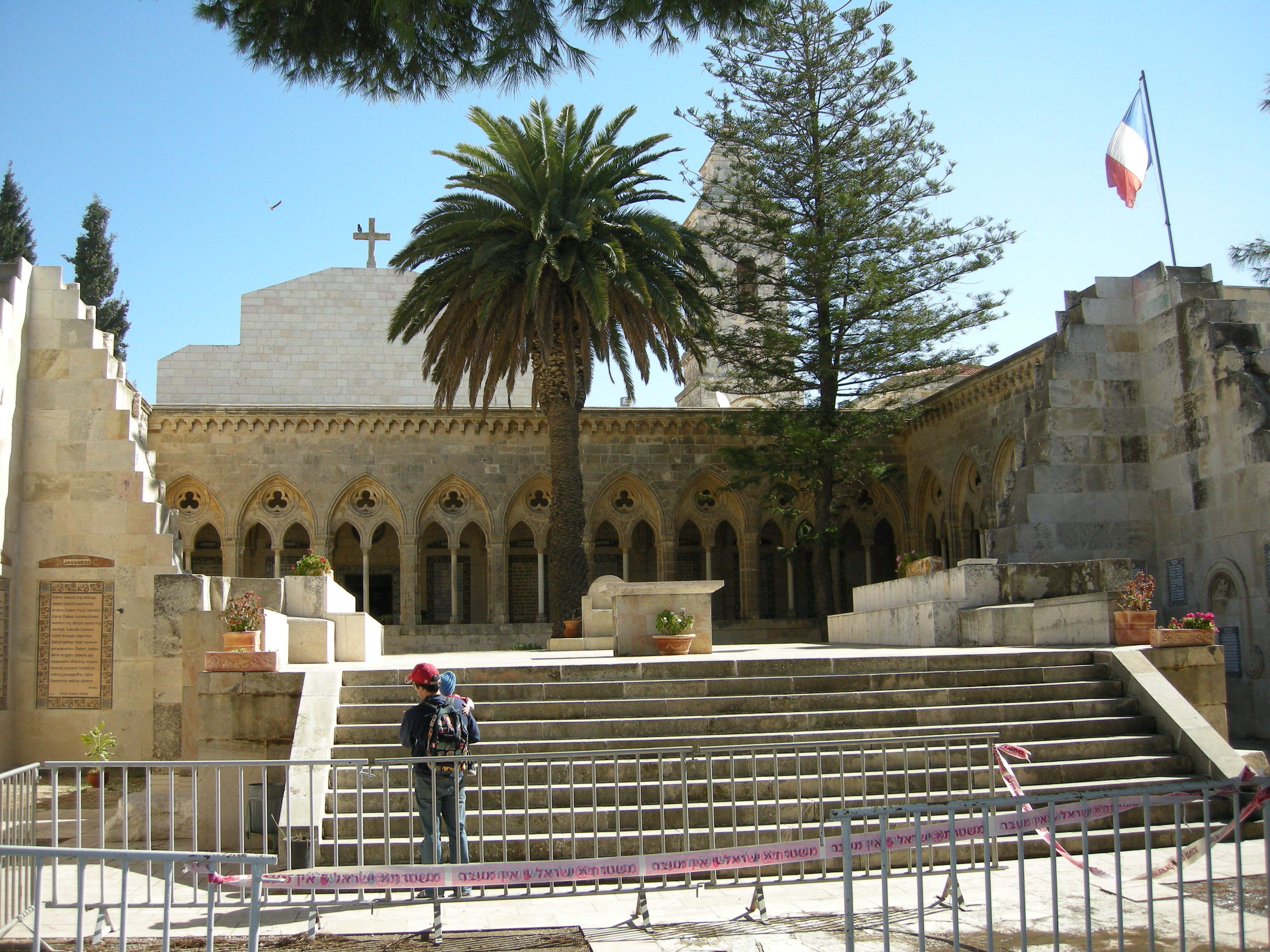
Le cloître du Pater.

L'église est adjacente à l'Apostoleion qui est un des lieux de station de la liturgie de Jérusalem ainsi que de l'Imbomon.
Avec l'église Sainte-Anne, le Tombeau des Rois, et l'abbaye bénédictine d'Abou Gosh, elle fait partie des quatre territoires français de Jérusalem.

### Articles liés
- Notre Père
- Domaine national français en Terre sainte